# Willie Gay
William Gay Jr. (Starkville, Misisipi, 15 de febrero de 1998) más conocido como Willie Gay, es un jugador profesional estadounidense de fútbol americano que se desempeña en la posición de linebacker en Kansas City Chiefs, equipo de la National Football League (NFL).

## Carrera
Fue seleccionado en la segunda ronda en la Reunión Anual de Selección de Jugadores de la NFL de 2020. Hizo su debut profesional con el equipo Kansas City Chiefs, donde lleva jugando cuatro temporadas.